# 2002年のNFLドラフト
2002年のNFLドラフトは67回目のNFLドラフト。2002年4月20日から21日までの2日間ニューヨークのマディソン・スクエア・ガーデンで開催された。
ドラフト指名順は、エクスパンションチームのヒューストン・テキサンズ、続いて2001年のレギュラーシーズンの成績が悪かったチームから完全ウェーバー制で行われた。テキサンズは全体1位でフレズノ州立大学のQBデビッド・カーを指名した。
前年のハイズマン賞受賞者であるエリック・クラウチはプロレベルでの活躍は期待できないと判断され、3巡全体95位でセントルイス・ラムズに指名された。
全米ではNFLネットワークとESPNによって放送された。

## 指名選手
指名順位の数字の後の*は、FAで失った選手に対して自動的に計算し与えられる補償ドラフト、**は、前年のエクスパンションチームであるヒューストン・テキサンズに与えられる指名権を示す。

### 1巡指名選手
| 指名順位 | チーム                             | 選手名                     | ポジション | 出身大学                     |
| 1        | ヒューストン・テキサンズ           | デビッド・カー             | QB         | フレズノ州立大学             |
| 2        | カロライナ・パンサーズ             | ジュリアス・ペッパーズ     | DE         | ノースカロライナ大学         |
| 3        | デトロイト・ライオンズ             | ジョーイ・ハリントン       | QB         | オレゴン大学                 |
| 4        | バッファロー・ビルズ               | マイク・ウィリアムズ       | OT         | テキサス大学                 |
| 5        | サンディエゴ・チャージャーズ       | クエンティン・ジャマー     | CB         | テキサス大学                 |
| 6        | カンザスシティ・チーフス           | ライアン・シムズ           | DT         | ノースカロライナ大学         |
| 7        | ミネソタ・バイキングス             | ブライアント・マッキニー   | OT         | マイアミ大学                 |
| 8        | ダラス・カウボーイズ               | ロイ・ウィリアムズ         | SS         | オクラホマ大学               |
| 9        | ジャクソンビル・ジャガーズ         | ジョン・ヘンダーソン       | DT         | テネシー大学                 |
| 10       | シンシナティ・ベンガルズ           | リーバイ・ジョーンズ       | OT         | アリゾナ州立大学             |
| 11       | インディアナポリス・コルツ         | ドワイト・フリーニー       | DE         | シラキュース大学             |
| 12       | アリゾナ・カージナルス             | ウェンデル・ブライアント   | DT         | ウィスコンシン大学           |
| 13       | ニューオーリンズ・セインツ         | ダンテ・ストールワース     | WR         | テネシー大学                 |
| 14       | ニューヨーク・ジャイアンツ         | ジェレミー・ショッキー     | TE         | マイアミ大学                 |
| 15       | テネシー・タイタンズ               | アルバート・ヘインズワース | DT         | テネシー大学                 |
| 16       | クリーブランド・ブラウンズ         | ウィリアム・グリーン       | RB         | ボストンカレッジ             |
| 17       | オークランド・レイダース           | フィリップ・ブキャノン     | CB         | マイアミ大学                 |
| 18       | アトランタ・ファルコンズ           | T・J・ダケット             | RB         | ミシガン州立大学             |
| 19       | デンバー・ブロンコス               | アシュリー・レリー         | WR         | ハワイ大学                   |
| 20       | グリーンベイ・パッカーズ           | ジャボン・ウォーカー       | WR         | フロリダ州立大学             |
| 21       | ニューイングランド・ペイトリオッツ | ダニエル・グラハム         | TE         | コロラド大学                 |
| 22       | ニューヨーク・ジェッツ             | ブライアン・トーマス       | DE         | アラバマ大学バーミングハム校 |
| 23       | オークランド・レイダース           | ナポレオン・ハリス         | LB         | ノースウェスタン大学         |
| 24       | ボルチモア・レイブンズ             | エド・リード               | FS         | マイアミ大学                 |
| 25       | ニューオーリンズ・セインツ         | チャールズ・グラント       | DE         | ジョージア大学               |
| 26       | フィラデルフィア・イーグルス       | リト・シェパード           | CB         | フロリダ大学                 |
| 27       | サンフランシスコ・49ers            | マイク・ランプ             | CB         | マイアミ大学                 |
| 28       | シアトル・シーホークス             | ジェラミー・スティーブンス | TE         | ワシントン大学               |
| 29       | シカゴ・ベアーズ                   | マーク・コロンボ           | OT         | ボストンカレッジ             |
| 30       | ピッツバーグ・スティーラーズ       | ケンドール・シモンズ       | OG         | オーバーン大学               |
| 31       | セントルイス・ラムズ               | ロバート・トーマス         | LB         | UCLA                         |
| 32       | ワシントン・レッドスキンズ         | パトリック・ラムジー       | QB         | テュレーン大学               |

### 2巡指名選手
| 指名順位 | チーム                             | 選手名                   | ポジション | 出身大学                     |
| 33       | ヒューストン・テキサンズ           | ジャバー・ギャフニー     | WR         | フロリダ大学                 |
| 34       | カロライナ・パンサーズ             | デショーン・フォスター   | RB         | UCLA                         |
| 35       | デトロイト・ライオンズ             | カリンバ・エドワーズ     | DE         | サウスカロライナ大学         |
| 36       | バッファロー・ビルズ               | ジョシュ・リード         | WR         | LSU                          |
| 37       | ダラス・カウボーイズ               | アンドレ・グローデ       | C          | コロラド大学                 |
| 38       | ミネソタ・バイキングス             | ラオノール・スミス       | LB         | ワシントン州立大学           |
| 39       | サンディエゴ・チャージャーズ       | トニュ・フォノティ       | OG         | ネブラスカ大学               |
| 40       | ジャクソンビル・ジャガーズ         | マイク・ピアソン         | OT         | フロリダ大学                 |
| 41       | シンシナティ・ベンガルズ           | ラモント・トンプソン     | FS         | ワシントン州立大学           |
| 42       | インディアナポリス・コルツ         | ラリー・トリプレット     | DT         | ワシントン大学               |
| 43       | カンザスシティ・チーフス           | エディー・フリーマン     | DE         | アラバマ大学バーミングハム校 |
| 44       | ニューオーリンズ・セインツ         | ルチャールズ・ベントリー | C          | オハイオ州立大学             |
| 45       | テネシー・タイタンズ               | タンク・ウィリアムズ     | SS         | スタンフォード大学           |
| 46       | ニューヨーク・ジャイアンツ         | ティム・カーター         | WR         | オーバーン大学               |
| 47       | クリーブランド・ブラウンズ         | アンドレ・デービス       | WR         | バージニア工科大学           |
| 48       | サンディエゴ・チャージャーズ       | レチェ・コールドウェル   | WR         | フロリダ大学                 |
| 49       | アリゾナ・カージナルス             | リーバー・フィッシャー   | LB         | ノースカロライナ州立大学     |
| 50**     | ヒューストン・テキサンズ           | チェスター・ピッツ       | OG         | サンディエゴ州立大学         |
| 51       | デンバー・ブロンコス               | クリントン・ポーティス   | RB         | マイアミ大学                 |
| 52       | ボルチモア・レイブンズ             | アンソニー・ウィーバー   | DE         | ノートルダム大学             |
| 53       | オークランド・レイダース           | ラングストン・ウォーカー | OG         | カリフォルニア大学           |
| 54       | シアトル・シーホークス             | モーリス・モリス         | RB         | オレゴン大学                 |
| 55       | オークランド・レイダース           | ダグ・ジョリー           | TE         | BYU                          |
| 56       | ワシントン・レッドスキンズ         | ラデル・ベッツ           | RB         | アイオワ大学                 |
| 57       | ニューヨーク・ジェッツ             | ジョン・マクグロー       | S          | カンザス州立大学             |
| 58       | フィラデルフィア・イーグルス       | マイケル・ルイス         | S          | コロラド大学                 |
| 59       | フィラデルフィア・イーグルス       | シェルドン・ブラウン     | CB         | サウスカロライナ大学         |
| 60       | シアトル・シーホークス             | アントン・パレポイ       | DE         | UNLV                         |
| 61       | バッファロー・ビルズ               | ライアン・デニー         | DE         | BYU                          |
| 62       | ピッツバーグ・スティーラーズ       | アントワン・ランドレル   | WR         | インディアナ大学             |
| 63       | ダラス・カウボーイズ               | アントニオ・ブライアント | WR         | ピッツバーグ大学             |
| 64       | セントルイス・ラムズ               | トラビス・フィッシャー   | CB         | セントラルフロリダ大学       |
| 65       | ニューイングランド・ペイトリオッツ | ディオン・ブランチ       | WR         | ルイビル大学                 |

### 3巡指名選手
| 指名順位 | チーム                       | 選手名                                             | ポジション                                         | 出身大学                                           |
| 66       | ヒューストン・テキサンズ     | フレッド・ウェアリー                               | OG                                                 | テネシー大学                                       |
| 67       | シンシナティ・ベンガルズ     | マット・ショベル                                   | TE                                                 | TCU                                                |
| 68       | デトロイト・ライオンズ       | アンドレ・グッドマン                               | CB                                                 | サウスカロライナ大学                               |
| 69       | サンフランシスコ・49ers      | サリーム・ラシード                                 | LB                                                 | アラバマ大学                                       |
| 70       | ミネソタ・バイキングス       | ウィリー・オフォード                               | SS                                                 | サウスカロライナ大学                               |
| 71       | サンディエゴ・チャージャーズ | ベン・リーバー                                     | LB                                                 | カンザス大学                                       |
| 72       | シカゴ・ベアーズ             | ルーズベルト・ウィリアムズ                         | CB                                                 | タスケギー大学                                     |
| 73       | カロライナ・パンサーズ       | ウィル・ウィザースプーン                           | LB                                                 | ジョージア大学                                     |
| 74       | インディアナポリス・コルツ   | ジョセフ・ジェファーソン                           | SS                                                 | 西ケンタッキー大学                                 |
| 75       | ダラス・カウボーイズ         | デレック・ロス                                     | CB                                                 | オハイオ州立大学                                   |
| 76       | クリーブランド・ブラウンズ   | メルビン・ファウラー                               | C                                                  | メリーランド大学                                   |
| 77       | テネシー・タイタンズ         | ロッキー・カルマス                                 | LB                                                 | オクラホマ大学                                     |
| 78       | ニューヨーク・ジャイアンツ   | ジェフ・ハッチ                                     | OT                                                 | ペンシルベニア大学                                 |
| 79       | ワシントン・レッドスキンズ   | ラシャド・ボーマン                                 | CB                                                 | オレゴン大学                                       |
| 80       | アトランタ・ファルコンズ     | ウィル・オーバーストリート                         | LB                                                 | テネシー大学                                       |
| 81       | アリゾナ・カージナルス       | ジョシュ・マカウン                                 | QB                                                 | サムヒューストン州立大学                           |
| 82       | ニューオーリンズ・セインツ   | ジェームズ・アレン                                 | LB                                                 | オレゴン州立大学                                   |
| 83**     | ヒューストン・テキサンズ     | チャールズ・ヒル                                   | NT                                                 | メリーランド大学                                   |
| 84       | セントルイス・ラムズ         | ラマー・ゴードン                                   | RB                                                 | ノースダコタ州立大学                               |
|          | デンバー・ブロンコス         | サラリーキャップをオーバーしたため指名権を失った。 | サラリーキャップをオーバーしたため指名権を失った。 | サラリーキャップをオーバーしたため指名権を失った。 |
| 85       | シアトル・シーホークス       | クリス・リチャード                                 | CB                                                 | USC                                                |
| 86       | タンパベイ・バッカニアーズ   | マーキス・ウォーカー                               | WR                                                 | ミシガン大学                                       |
| 87       | ワシントン・レッドスキンズ   | クリフ・ラッセル                                   | WR                                                 | ユタ大学                                           |
| 88       | ニューヨーク・ジェッツ       | クリス・ベイカー                                   | TE                                                 | ミシガン州立大学                                   |
| 89       | ジャクソンビル・ジャガーズ   | エイキン・アヨデレ                                 | LB                                                 | パデュー大学                                       |
| 90       | マイアミ・ドルフィンズ       | セス・マッキニー                                   | C                                                  | テキサスA&M大学                                    |
| 91       | フィラデルフィア・イーグルス | ブライアン・ウェストブルック                       | RB                                                 | ヴィラノヴァ大学                                   |
|          | サンフランシスコ・49ers      | サラリーキャップをオーバーしたため指名権を失った。 | サラリーキャップをオーバーしたため指名権を失った。 | サラリーキャップをオーバーしたため指名権を失った。 |
| 92       | グリーンベイ・パッカーズ     | マーキス・アンダーソン                             | FS                                                 | UCLA                                               |
| 93       | シカゴ・ベアーズ             | テレンス・メトカーフ                               | OG                                                 | ミシシッピ大学                                     |
| 94       | ピッツバーグ・スティーラーズ | クリス・ホープ                                     | FS                                                 | フロリダ州立大学                                   |
| 95       | セントルイス・ラムズ         | エリック・クラウチ                                 | WR                                                 | ネブラスカ大学                                     |
| 96       | デンバー・ブロンコス         | ドーセット・デービス                               | DT                                                 |                                                    |
| 97       | バッファロー・ビルズ         | コイ・ワイアー                                     | SS                                                 | スタンフォード大学                                 |
| 98       | アリゾナ・カージナルス       | デニス・ジョンソン                                 | DE                                                 | ケンタッキー大学                                   |

### 4巡指名選手
| 指名順位 | チーム                             | 選手名                   | ポジション | 出身大学                       |
| 100      | カロライナ・パンサーズ             | ダンテ・ウェズリー       | CB         | アーカンソー大学パインブラフ校 |
| 101      | クリーブランド・ブラウンズ         | ケビン・ベントリー       | LB         | ノースウェスタン大学           |
| 102      | サンフランシスコ・49ers            | ジェフ・チャンドラー     | K          | フロリダ大学                   |
| 103      | サンディエゴ・チャージャーズ       | ジャスティン・ピール     | TE         | オレゴン大学                   |
| 104      | シカゴ・ベアーズ                   | アレックス・ブラウン     | DE         | フロリダ大学                   |
| 105      | ミネソタ・バイキングス             | ブライアン・ウィリアムズ | CB         | ノースカロライナ州立大学       |
| 106      | インディアナポリス・コルツ         | デヒッド・ソーントン     | FB         | ノースカロライナ大学           |
| 107      | カンザスシティ・チーフス           | オマー・イージー         | FB         | ペンシルベニア州立大学         |
| 108      | ジャクソンビル・ジャガーズ         | デビッド・ギャラード     | QB         | 東カロライナ大学               |
| 109      | シンシナティ・ベンガルズ           | トラビス・ドーシュ       | K          | パデュー大学                   |
| 110      | テネシー・タイタンズ               | マイク・イコルズ         | CB         | ウィスコンシン大学             |
| 111      | クリーブランド・ブラウンズ         | ベン・テイラー           | LB         | バージニア工科大学             |
| 112      | ボルチモア・レイブンズ             | デイブ・ザツディル       | P          | オハイオ大学                   |
| 113      | アリゾナ・カージナルス             | ネイト・トワイアー       | DT         | カンザス大学                   |
| 114      | マイアミ・ドルフィンズ             | ランディ・マクマイケル   | TE         | ジョージア大学                 |
| 115      | テネシー・タイタンズ               | トニー・ベッカム         | CB         | ウィスコンシン大学スタウト校   |
| 116**    | アトランタ・ファルコンズ           | マーティン・ビブラ       | OG         | マイアミ大学                   |
| 117      | ニューイングランド・ペイトリオッツ | ローハン・デイビー       | QB         | LSU                            |
| 118      | ジャクソンビル・ジャガーズ         | クリス・ラザー           | TE         | バージニア大学                 |
| 119      | タンパベイ・バッカニアーズ         | トラビス・スティーブンス | RB         | テネシー大学                   |
| 120      | シアトル・シーホークス             | テレアル・ビレリア       | SS         | ジョージア大学                 |
| 121      | ニューヨーク・ジェッツ             | アラン・ハーパー         | NT         | フレズノ州立大学               |
| 122      | クリーブランド・ブラウンズ         | ラーネル・サンダース     | TE         | オハイオ州立大学               |
| 123      | ボルチモア・レイブンズ             | ロン・ジョンソン         | WR         | ミネソタ大学                   |
| 124      | フィラデルフィア・イーグルス       | スコット・ピータース     | C          | アリゾナ州立大学               |
| 125      | ニューオーリンズ・セインツ         | ケユオ・クレイバー       | CB         | ネブラスカ大学                 |
| 126      | ニューイングランド・ペイトリオッツ | ジャービス・グリーン     | DE         | LSU                            |
| 127      | サンフランシスコ・49ers            | ケビン・カーティス       | S          | テキサス工科大学               |
| 128      | ピッツバーグ・スティーラーズ       | ラリー・フット           | LB         | ミシガン大学                   |
| 129      | ダラス・カウボーイズ               | ジャマー・マーティン     | FB         | オハイオ州立大学               |
| 130      | セントルイス・ラムズ               | トラビス・スコット       | OG         | アリゾナ州立大学               |
| 131      | デンバー・ブロンコス               | サム・ブランドン         | SS         | UNLV                           |
| 132*     | ミネソタ・バイキングス             | エド・タアム             | OG         | ユタ大学                       |
| 133*     | テネシー・タイタンズ               | ロッキー・ボイマン       | LB         | ノートルダム大学               |
| 134*     | デトロイト・ライオンズ             | ジョン・テイラー         | DE         | モンタナ州立大学               |
| 135*     | グリーンベイ・パッカーズ           | ナジー・ダベンポート     | RB         | マイアミ大学                   |

### 5巡指名選手
| 指名順位 | チーム                       | 選手名                     | ポジション | 出身大学                 |
| 136      | ヒューストン・テキサンズ     | ジャロッド・バクスター     | FB         | ニューメキシコ大学       |
| 137      | カロライナ・パンサーズ       | ランディ・ファサーニ       | QB         | スタンフォード大学       |
| 138      | デトロイト・ライオンズ       | ジョン・オーウェンス       | TE         | ノートルダム大学         |
| 139      | バッファロー・ビルズ         | ジャスティン・バナン       | DT         | コロラド大学             |
| 140      | シカゴ・ベアーズ             | ボビー・グレイ             | S          | ルイジアナ工科大学       |
| 141      | クリーブランド・ブラウンズ   | アンドラ・デービス         | LB         | フロリダ大学             |
| 142      | サンディエゴ・チャージャーズ | テリー・チャールズ         | WR         | ポートランド州立大学     |
| 143      | カンザスシティ・チーフス     | スコット・フジタ           | LB         | カリフォルニア大学       |
| 144      | デンバー・ブロンコス         | ハーブ・ヘイグッド         | WR         | ミシガン州立大学         |
| 145      | カロライナ・パンサーズ       | カイル・ジョンソン         | FB         | シラキュース大学         |
| 146      | シアトル・シーホークス       | ロッキー・バーナード       | DT         | テキサスA&M大学          |
| 147      | オークランド・レイダース     | ケニオン・コールマン       | DE         | UCLA                     |
| 148      | アトランタ・ファルコンズ     | ケビン・マカダム           | S          | バージニア工科大学       |
| 149      | アリゾナ・カージナルス       | ジェイソン・マカドリー     | WR         | アラバマ大学             |
| 150      | ニューオーリンズ・セインツ   | メル・ミッチェル           | S          | 西ケンタッキー大学       |
| 151      | テネシー・タイタンズ         | ジェイク・シフィーノ       | WR         | アクロン大学             |
| 152      | ニューヨーク・ジャイアンツ   | ニック・グリーセン         | LB         | ウィスコンシン大学       |
| 153**    | ヒューストン・テキサンズ     | ラモン・ウォーカー         | S          | ピッツバーグ大学         |
| 154      | ニューヨーク・ジェッツ       | ジョナサン・グッドウィン   | OG         | ミシガン大学             |
| 155      | ボルチモア・レイブンズ       | テリー・ジョーンズ         | TE         | アラバマ大学             |
| 156      | グリーンベイ・パッカーズ     | アーロン・カンプマン       | DE         | アイオワ大学             |
| 157      | タンパベイ・バッカニアーズ   | ジャーメイン・フィリップス | S          | ジョージア大学           |
| 158      | アトランタ・ファルコンズ     | カート・キトナー           | QB         | イリノイ大学             |
| 159      | ワシントン・レッドスキンズ   | アンドレ・ロット           | S          | テネシー大学             |
| 160      | ワシントン・レッドスキンズ   | ロバート・ロイヤル         | TE         | LSU                      |
| 161      | マイアミ・ドルフィンズ       | オマレ・ロウ               | S          | ワシントン大学           |
| 162      | フィラデルフィア・イーグルス | フレディー・ミロンズ       | WR         | アラバマ大学             |
| 163      | サンフランシスコ・49ers      | ブランドン・ドーマン       | QB         | BYU                      |
| 164      | グリーンベイ・パッカーズ     | クレイグ・ノール           | QB         | ノースウェスタン州立大学 |
| 165      | シカゴ・ベアーズ             | ブライアン・ナイト         | LB         | ピッツバーグ大学         |
| 166      | ピッツバーグ・スティーラーズ | ベロン・ヘインズ           | RB         | ジョージア大学           |
| 167      | セントルイス・ラムズ         | コートランド・バラード     | LB         | オハイオ州立大学         |
| 168      | ダラス・カウボーイズ         | ピート・ハンター           | CB         | バージニアユニオン大学   |
| 169*     | シアトル・シーホークス       | ライアン・ハナム           | TE         | 北アイオワ大学           |
| 170*     | マイアミ・ドルフィンズ       | サム・シモンズ             | WR         | ノースウェスタン大学     |
| 171*     | シアトル・シーホークス       | マット・ヒル               | OT         | ボイシ州立大学           |
| 172*     | サンフランシスコ・49ers      | ジョシュ・ショー           | DT         | ミシガン州立大学         |

### 6巡指名選手
| 指名順位 | チーム                       | 選手名                     | ポジション | 出身大学                       |
| 173      | ヒューストン・テキサンズ     | デマーカス・ファギンズ     | CB         | カンザス州立大学               |
| 174      | カロライナ・パンサーズ       | キース・ハインリッチ       | TE         | サムヒューストン州立大学       |
| 175      | デトロイト・ライオンズ       | クリス・キャッシュ         | CB         | USC                            |
| 176      | バッファロー・ビルズ         | ケビン・トーマス           | CB         | UNLV                           |
| 177      | ミネソタ・バイキングス       | ニック・ロジャース         | LB         | ジョージア工科大学             |
| 178      | サンディエゴ・チャージャーズ | マット・アンダール         | OT         | ミネソタ大学                   |
| 179      | ダラス・カウボーイズ         | タイソン・ウォルター       | C          | オハイオ州立大学               |
| 180      | ジャクソンビル・ジャガーズ   | クレントン・バラード       | DT         | サウスウェストテキサス州立大学 |
| 181      | シンシナティ・ベンガルズ     | マーカンド・マニュエル     | S          | フロリダ大学                   |
| 182      | インディアナポリス・コルツ   | デビッド・ピュー           | DT         | バージニア工科大学             |
| 183      | インディアナポリス・コルツ   | ジェームズ・ルイス         | SS         | マイアミ大学                   |
| 184      | アトランタ・ファルコンズ     | カーリル・ヒル             | WR         | アイオワ大学                   |
| 185      | アリゾナ・カージナルス       | ジョシュ・スコビー         | RB         | カンザス州立大学               |
| 186      | ニューオーリンズ・セインツ   | J・T・オサリバン           | QB         | カリフォルニア大学デービス校   |
| 187      | テネシー・タイタンズ         | ジャスティン・ハートウィグ | C          | カンザス大学                   |
| 188      | ニューヨーク・ジャイアンツ   | ウェズリー・マラード       | LB         | オレゴン大学                   |
| 189      | オークランド・レイダース     | ケヨン・ナッシュ           | S          | アルバニー州立大学             |
| 190**    | ヒューストン・テキサンズ     | ハワード・グリーン         | DT         | LSU                            |
| 191      | デンバー・ブロンコス         | ジェブ・パツィアー         | TE         | ボイシ州立大学                 |
| 192      | ワシントン・レッドスキンズ   | レジー・コールマン         | OT         | テネシー大学                   |
| 193      | タンパベイ・バッカニアーズ   | ジョン・スタンパー         | DE         | サウスカロライナ大学           |
| 194      | シアトル・シーホークス       | クレイグ・ジャレット       | P          | ミシガン州立大学               |
| 195      | ボルチモア・レイブンズ       | ラモント・ブライトフル     | CB         | 東ワシントン大学               |
| 196      | ニューオーリンズ・セインツ   | ジョン・ギルモア           | TE         | ペンシルベニア州立大学         |
| 197      | オークランド・レイダース     | ラリー・ネッド             | RB         | サンディエゴ州立大学           |
| 198      | フィラデルフィア・イーグルス | タイレオ・ハリソン         | LB         | ノートルダム大学               |
| 199      | シカゴ・ベアーズ             | エイドリアン・ピーターソン | RB         | ジョージアサザン大学           |
| 200      | グリーンベイ・パッカーズ     | マイク・ホートン           | OT         | サンディエゴ州立大学           |
| 201      | サンフランシスコ・49ers      | マーク・アネリ             | TE         | ウィスコンシン大学             |
| 202      | ピッツバーグ・スティーラーズ | リー・メイズ               | WR         | テキサス大学エルパソ校         |
| 203      | シカゴ・ベアーズ             | ジャミン・エリオット       | WR         | デラウェア大学                 |
| 204      | インディアナポリス・コルツ   | ブライアン・アレン         | RB         | スタンフォード大学             |
| 205      | セントルイス・ラムズ         | スティーブ・ベリサリ       | QB         | オハイオ州立大学               |
| 206*     | ボルチモア・レイブンズ       | ジャビン・ハンター         | WR         | ノートルダム大学               |
| 207*     | ボルチモア・レイブンズ       | チェスター・テイラー       | RB         | トレド大学                     |
| 208*     | ダラス・カウボーイズ         | デベレン・ジョンソン       | WR         | サクレッドハート大学           |
| 209*     | ボルチモア・レイブンズ       | チャド・ウィリアムズ       | S          | サザンミシシッピ大学           |
| 210*     | シカゴ・ベアーズ             | ブライアン・フレッチャー   | UCLA       |                                |
| 211*     | ダラス・カウボーイズ         | ボブ・スルウィコウスキー   | TE         | バージニア工科大学             |

### 7巡指名選手
| 指名順位 | チーム                             | 選手名                     | ポジション | 出身大学                             |
| 212      | ピッツバーグ・スティーラーズ       | ラバー・グローバー         | CB         | シンシナティ大学                     |
| 213      | カロライナ・パンサーズ             | ピート・キャンピオン       | OG         | ノースダコタ州立大学                 |
| 214      | デトロイト・ライオンズ             | ルーク・ステイリー         | RB         | BYU                                  |
| 215      | バッファロー・ビルズ               | マイク・プーシロ－         | C          | オーバーン大学                       |
| 216      | サンディエゴ・チャージャーズ       | セス・バーフォード         | QB         | カリフォルニア・ポリテニック州立大学 |
| 217      | アトランタ・ファルコンズ           | マイケル・コールマン       | WR         | ウィデナー大学                       |
| 218      | ミネソタ・バイキングス             | チャド・ビーズリー         | OT         | バージニア工科大学                   |
| 219      | シンシナティ・ベンガルズ           | ジョーイ・エバンズ         | DE         | ノースカロライナ大学                 |
| 220      | インディアナポリス・コルツ         | ジョシュ・マラード         | DE         | ジョージア大学                       |
| 221      | カンザスシティ・チーフス           | モーリス・ロドリゲス       | LB         | フレズノ州立大学                     |
| 222      | ジャクソンビル・ジャガーズ         | ケンドール・ニューソン     | WR         | ミドルテネシー州立大学               |
| 223      | アリゾナ・カージナルス             | マイク・バンクス           | TE         | アイオワ州立大学                     |
| 224      | ニューオーリンズ・セインツ         | ダリアス・モンロー         | DE         | バージニア工科大学                   |
| 225      | テネシー・タイタンズ               | ダレル・ヒル               | WR         | 北イリノイ大学                       |
| 226      | ニューヨーク・ジャイアンツ         | ダリル・ジョーンズ         | WR         | マイアミ大学                         |
| 227      | クリーブランド・ブラウンズ         | ホアキン・ゴンザレス       | OT         | マイアミ大学                         |
| 228      | デンバー・ブロンコス               | クリス・ヤング             | S          | ジョージア工科大学                   |
| 229**    | ヒューストン・テキサンズ           | グレッグ・G・ホワイト      | DE         | ミネソタ大学                         |
| 230      | ワシントン・レッドスキンズ         | ジェフ・グラウ             | C          | UCLA                                 |
| 231      | デンバー・ブロンコス               | モンサント・ポープ         | DT         | バージニア大学                       |
| 232      | シアトル・シーホークス             | ジェフ・ケリー             | QB         | サザンミシシッピ大学                 |
| 233      | タンパベイ・バッカニアーズ         | ティム・ワンズリー         | CB         | ジョージア大学                       |
| 234      | ワシントン・レッドスキンズ         | グレッグ・スコット         | DE         | ハンプトン大学                       |
| 235      | オークランド・レイダース           | ロナルド・カリー           | QB         | ノースカロライナ大学                 |
| 236      | ボルチモア・レイブンズ             | ウェス・ペイト             | QB         | スティーブン・F・オースティン大学    |
| 237      | ニューイングランド・ペイトリオッツ | アントワン・ウォーマック   | RB         | バージニア大学                       |
| 238      | フィラデルフィア・イーグルス       | ラヒーム・ブロック         | DE         | テンプル大学                         |
| 239      | サンフランシスコ・49ers            | エリック・ヘイトマン       | C          | スタンフォード大学                   |
| 240      | テネシー・タイタンズ               | カルロス・ホール           | DE         | アーカンソー大学                     |
| 241      | マイアミ・ドルフィンズ             | レナード・ヘンリー         | RB         | 東カロライナ大学                     |
| 242      | ピッツバーグ・スティーラーズ       | ブレット・キーゼル         | DE         | BYU                                  |
| 243      | セントルイス・ラムズ               | クリス・マッシー           | FB         | マーシャル大学                       |
| 244      | アトランタ・ファルコンズ           | ケビン・シェイファー       | OT         | タルサ大学                           |
| 245      | ニューヨーク・ジャイアンツ         | クインシー・モンク         | LB         | ノースカロライナ大学                 |
| 246      | ジャクソンビル・ジャガーズ         | スティーブ・スミス         | CB         | オレゴン大学                         |
| 247      | ジャクソンビル・ジャガーズ         | ヘイデン・エプスタイン     | K          | ミシガン大学                         |
| 248      | サンフランシスコ・49ers            | カイル・コジアー           | OT         | アリゾナ州立大学                     |
| 249      | バッファロー・ビルズ               | ロドニー・ライト           | WR         | フレズノ州立大学                     |
| 250      | タンパベイ・バッカニアーズ         | トレイシー・ウィストロム   | TE         | ネブラスカ大学                       |
| 251      | バッファロー・ビルズ               | ジャレット・ファーガソン   | RB         | バージニア工科大学                   |
| 252      | デトロイト・ライオンズ             | マット・マーフィー         | TE         | メリーランド大学                     |
| 253*     | ニューイングランド・ペイトリオッツ | デビッド・ギブンズ         | WR         | ノートルダム大学                     |
| 254*     | ニューイングランド・ペイトリオッツ | アーロン・ロケット         | WR         | カンザス州立大学                     |
| 255*     | タンパベイ・バッカニアーズ         | ザック・カシア             | C          | スタンフォード大学                   |
| 256*     | タンパベイ・バッカニアーズ         | テディ・ゲインズ           | CB         | テネシー大学                         |
| 257*     | ワシントン・レッドスキンズ         | ロック・カートライト       | RB         | ケント州立大学                       |
| 258*     | カロライナ・パンサーズ             | ブラッド・フランクリン     | CB         | ルイジアナ大学ラファイエット校       |
| 259*     | デトロイト・ライオンズ             | ヴィクター・ロジャース     | OT         | コロラド大学                         |
| 260*     | バッファロー・ビルズ               | ドミニク・スティーブンソン | LB         | テネシー大学                         |
| 261*     | ヒューストン・テキサンズ           | アーマド・ミラー           | DT         | UNLV                                 |

### ドラフト外入団の主な選手
| チーム                             | 選手名                   | ポジション |                                              |
| ボルチモア・レイブンズ             | ウィル・デンプス         | FS         | サンディエゴ州立大学                         |
| ボルチモア・レイブンズ             | マーケ・キイモイアトゥ   | DT         | ユタ大学                                     |
| ボルチモア・レイブンズ             | バート・スコット         | LB         | 南イリノイ大学                               |
| ボルチモア・レイブンズ             | レニー・ウォールズ       | CB         | ボストンカレッジ                             |
| ダラス・カウボーイズ               | カリー・キャンベル       | LB         | ボーリング・グリーン州立大学                 |
| ダラス・カウボーイズ               | ビリー・カンディフ       | K          | ドレイク大学                                 |
| ダラス・カウボーイズ               | キース・デービス         | S          | サムヒューストン州立大学                     |
| ダラス・カウボーイズ               | チャド・ハッチンソン     | QB         | スタンフォード大学                           |
| ダラス・カウボーイズ               | カート・ボラーズ         | OT         | ノートルダム大学                             |
| デトロイト・ライオンズ             | エディー・ドラモンド     | WR         | ペンシルベニア州立大学                       |
| ヒューストン・テキサンズ           | エリック・パーカー       | WR         | テネシー大学                                 |
| ジャクソンビル・ジャガーズ         | クン・グレイ             | QB         | フロリダA&M大学                              |
| マイアミ・ドルフィンズ             | バーニー・パーマリー     | RB         | ボール州立大学                               |
| ミネソタ・バイキングス             | ショーン・ヒル           | QB         | メリーランド大学                             |
| ニューイングランド・ペイトリオッツ | スティーブン・ニール     | OG         | カリフォルニア州立大学ベーカースフィールド校 |
| ニューオーリンズ・セインツ         | ジェフ・リード           | K          | ノースカロライナ大学                         |
| ニューヨーク・ジャイアンツ         | ダリアン・バーンズ       | FB         | ハンプトン大学                               |
| ニューヨーク・ジャイアンツ         | マット・ブライアント     | K          | ベイラー大学                                 |
| ニューヨーク・ジャイアンツ         | ライアン・クラーク       | S          | LSU                                          |
| ニューヨーク・ジェッツ             | ブランドン・ムーア       | OG         | イリノイ大学                                 |
| フィラデルフィア・イーグルス       | ジェイソン・マッキー     | FB         | テンプル大学                                 |
| ピッツバーグ・スティーラーズ       | ジェームズ・ハリソン     | LB         | ケント州立大学                               |
| サンフランシスコ・49ers            | アントニオ・チャットマン | WR         | シンシナティ大学                             |
| シアトル・シーホークス             | D・D・ルイス             | LB         | テキサス大学                                 |
| タンパベイ・バッカニアーズ         | ライアン・ニース         | LB         | UCLA                                         |

## エクスパンションドラフト
ドラフトに先立つ2002年2月18日、テキサス州ヒューストンでエクスパンションチームであるヒューストン・テキサンズのためのエクスパンションドラフトが開催された。このドラフトはNFLがサラリーキャップを導入後、3回目のドラフトとなった。25人のプロボウル選手を含む155人の中からテキサンズは19人の選手を選んだ。
| 順位 | 選手名                   | ポジション | 前所属チーム                       |
| 1    | トニー・ボセリ           | OT         | ジャクソンビル・ジャガーズ         |
| 2    | ライアン・ヤング         | OT         | ニューヨーク・ジェッツ             |
| 3    | アーロン・グレン         | CB         | ニューヨーク・ジェッツ             |
| 4    | ゲイリー・ウォーカー     | DT         | ジャクソンビル・ジャガーズ         |
| 5    | ジェイミー・シャーパー   | LB         | ボルチモア・レイブンズ             |
| 6    | ジャーメイン・ルイス     | WR         | ボルチモア・レイブンズ             |
| 7    | マーカス・コールマン     | CB         | ニューヨーク・ジェッツ             |
| 8    | セス・ペイン             | DT         | ジャクソンビル・ジャガーズ         |
| 9    | マット・キャンベル       | G          | ワシントン・レッドスキンズ         |
| 10   | マット・スティーブンス   | S          | ニューイングランド・ペイトリオッツ |
| 11   | ジェレミー・マッキニー   | G          | クリーブランド・ブラウンズ         |
| 12   | ライアン・シャウ         | OT         | フィラデルフィア・イーグルス       |
| 13   | チャーリー・ロジャース   | KR         | シアトル・シーホークス             |
| 14   | ショーン・マクダーモット | TE         | タンパベイ・バッカニアーズ         |
| 15   | ジャバリ・イッサ         | DE         | アリゾナ・カージナルス             |
| 16   | アヴィオン・ブラック     | WR         | バッファロー・ビルズ               |
| 17   | ダニー・ワーフェル       | QB         | シカゴ・ベアーズ                   |
| 18   | ブライアン・アレン       | LB         | セントルイス・ラムズ               |
| 19   | ジョニー・ハギンズ       | TE         | ダラス・カウボーイズ               |